# 南江紅三十一軍醫院舊址
南江紅三十一軍醫院舊址位於四川省巴中市南江縣南江鎮沙溪壩社區米倉山大道文星段326號甫江縣委黨校內，文物遺址年代判定為1933-1935年。2012年7月16日公佈為第八批四川省文物保護單位。南江紅三十一軍醫院舊址原系文廟，始建於唐貞觀八年，經歷代損毀，於明末清初重修，清嘉慶二年（1797）曾罹于火，道光七年修復。1933年-1935年紅三十一軍（原紅十一師）醫院設於此。該建築占地面積1530平方米。由門廳、正殿、左右廂房組成四合院，除正殿為磚木結構、抬梁式梁架、單簷歇山筒瓦屋面外，其餘均為穿鬥式梁架結構、單簷懸山青瓦屋面。門廳面闊7間30米，進深1問6.4米，通高7米。左右廂房各7開間，面闊26.5米，進深6.2米，通高7米。正殿面闊5間21米，進深11.8米，通高11米。青石基座，牆體火磚有“文廟”二字。院內為長9米，寬6米的石板天井。該醫院舊址整體保存較好。2003年，南江紅三十一軍醫院舊址被巴中市人民政府公佈為市級文物保護單位。